# Herstedvester Skole
Herstedvester Skole er en folkeskole i Albertslund. Den opstod ved at Birkelundskolen og Holsbjergskolen slog sig sammen i 2008. 
Skolen har ca. 1000 elever, 80 lærere og 20 pædagoger fordelt på 46 klasser og fire SFO-afdelinger.
Skolen er faseopdelt, hvilket indebærer, at skolen er delt op i 3 afdelinger, indskoling (0-3 klasse), mellemtrin (4-6 klasse) og udskoling (7-9 klasse). Lærerne på skolen er knyttet til en årgang og underviser ofte kun på denne årgang.